# Río Tahakopa
El Tahakopa es un río que fluye hacia el sureste a través de la región de The Catlins, un área en la parte meridional de la Isla Sur de Nueva Zelanda. Su longitud total es de 32 kilómetros, desembocando en el Océano Pacífico a 30 kilómetros al este de Waikawa, cerca del asentamiento de Papatowai. La fuente del río se encuentra al oeste del Monte Pye, a 25 kilómetros de Wyndham. 